# Pietro Camporese
Pietro Camporese il Vecchio (Roma, 1726 – Roma, 1781) è stato un architetto italiano.

## Biografia
Fu il primo noto di una famiglia di architetti che fu attiva in Roma nel XVIII e nel XIX secolo. Si ricordano infatti i figli Giuseppe e Giulio i quali collaborarono con il padre in varie opere come la realizzazione della Rocca di  Subiaco ed il nipote Pietro Camporese il Giovane (1792-1873), che diede inizialmente il suo apporto alla ricostruzione della Basilica di San Paolo fuori le Mura a Roma.
Nel 1754 Pietro il Vecchio vinse il secondo premio per l'Architettura al "Concorso Clementino" bandito dall'Accademia nazionale di San Luca di Roma. In seguito divenne professore nella stessa Accademia.
La sua architettura è tipica della tendenza eclettica, degli architetti romani, della fine del XVIII secolo, prima dell'affermazione definitiva dell'Architettura neoclassica, di cui furono rappresentanti i suoi due figli. Pietro Camporese il Vecchio guarda infatti ai modelli tardobarocchi, ma rivela evidenti influenze vanvitelliane.

## Opere

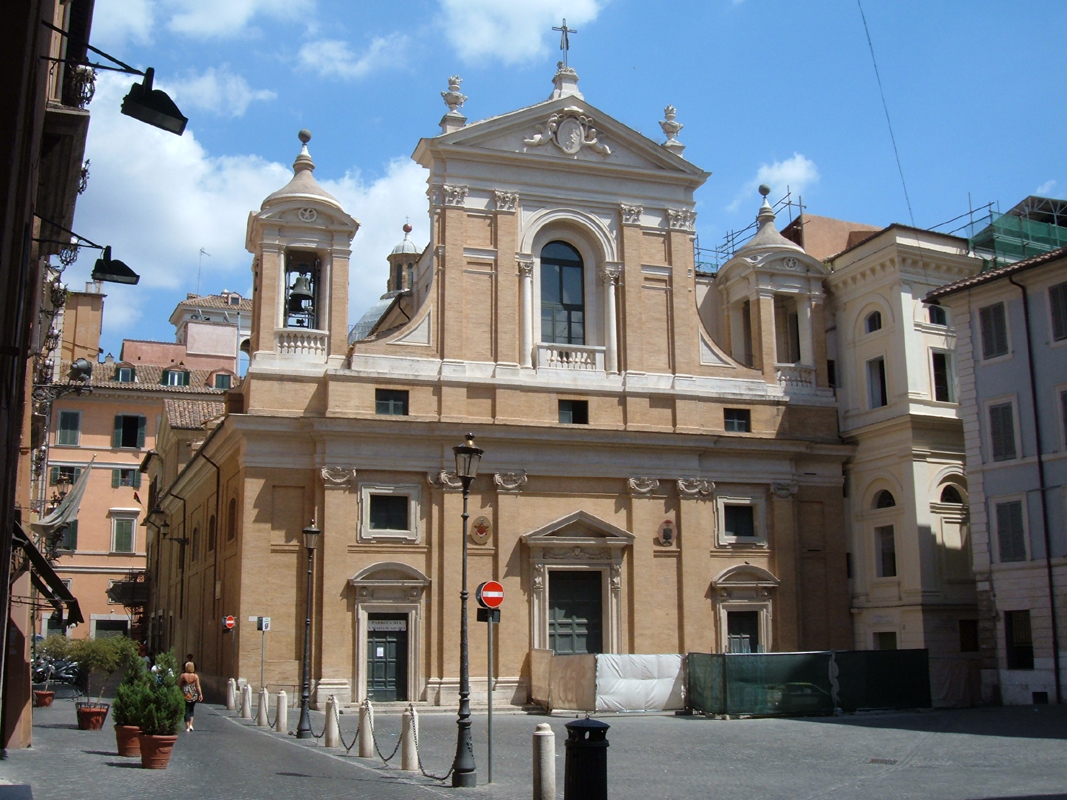
Chiesa di Santa Maria in Aquiro, facciata

Fra le opere più significative di Pietro Camporese occorre ricordare:
- il completamento della facciata della chiesa di Santa Maria in Aquiro (1774), costruita nel secondo ordine con stilemi somiglianti a quelli della chiesa di Santa Maria dell'Orto in  Roma (XVI secolo);
- il completamento della facciata del Collegio Germanico-Ungarico di Roma, in via della Scrofa;
- Arco dedicato a Pio VI a Subiaco (1789);
- Chiese di Santa Maria Assunta, concattedrale di Gallese, del 1796.
- Chiesa di Sant'Andrea (Cattedrale) e Palazzo del Seminario (1766-1789) a Subiaco;
- Chiesa dei Santi Giuseppe e Orsola a Roma.
- Monumento funebre di Nils Bielke presso la Chiesa di Santa Brigida a Campo de' Fiori in Roma.